# HERO HIROKA
HERO HIROKA（ヒーロー・ヒロカ ）は、北海道出身の女性エンターテイナー。

## 来歴
2006年
東京である多数のダンスイベント/コンテストで優勝し、ナインティナインと共に『ドライバーズポッカ』にCM出演する。
テレビ東京ダンス 番組『Bloom』にてAvex Artist Academyとして振り付け/選曲を手掛け、ダンスバトルにも参戦し優勝。個人でMVP賞を勝ち取る。
テレビ大阪『きらきらアフロ』の松嶋尚美率いるバンドグループ『KILLERS』の専属ダンサーとして番組/DVD出演。
テレビ朝日『Pro-File』の全国オーディションから『Eirth Girl』として合格し、アース・ウィンド・アンド・ファイアーのバックダンサーを務め日本各地をまわる。
2007年
独学により英語を学び、本場ハリウッドで数々のコンテストで優勝をする。
『ランボルギーニーUSAツアー』や全米最高視聴率番組『スーパーボール』のCM『スーパーボール Doritos』に出演する。
2008年
ボビー・ヴァレンティノ、レイ・ジェイ、ショーン・キングストン、ジャスティン・ビーバー、カースティ・アレイ、コービー・ブライアント、カリ・スワッグ・ディストリクトなどの ミュージックビデオ、ライブに多数出演する。
ジャネット・ジャクソンやブリトニー・スピアーズの振付師の経歴を持つロジャー・リーにスカウトされ、みずからオリジナルの振付をする事に目覚め、活動をする。
2009年
振付師兼リーダーとして自身のクルー「We Are Heroes」の結成をする。
その後、Randy Jackson presents MTV「America's Best Dance Crew 」Season 4 で全米国民投票を勝ち抜き、初の女性チャンピオンとなる。
2010年
アメリカ2大TVであるOprah、Ellenに出演。その後全米各州から依頼が殺到し、カナダ、フロリダ、アリゾナ、ラスベガスにてコンテストのジャッジ＆Work Shopを行う。
Word of dance Headliner、等アンダーグラウンドから世界中のTV番組、Radio、ダンス雑誌、ステージ、アワード等で活動の場を広げる。
2011年
ディズニーch『LAB RATS』出演。
Ellenに三度目の出演。
『MTV America's Best Dance Crew S6』, 『So you think you can dance S8』 出演
Sony, NIKE, 東芝、Konami ダンスダンスレボリューションなどとコラボし、全米でパフォーマンスを披露。
2012年
ディズニーランド/カリフォルニアアドベンチャーELECTRONICAにてパフォーマンスを披露。
LA EMMYアワードにてオープニングアクトを務める。
MTV America's Best Dance Crew S7出演。
ダンスというカテゴリーから枠を広げ、振付師の経験を生かしたクリエイティブなパフォーマンスを創作し、『ハリウッドRAWミュージックアワード』にアーティストとしてゲスト出演する。
2013年
Las VegasのMGMグランドホテルにあるアメリカで最大のクラブ『ハッカサン』で世界トップDJスティーブアオキの振り付け、演出、パフォーマンスを手掛ける。
フランスのタレント番組『THE BEST』にゲストパフォーマーとして招かれる。
FOX JAPAN 『FOX BACK STAGE PASS』にゲストリポーターとしてクリスタルケイ、GLEE STAR"ハリーシャムJr"をインタビューする。更にFOX ハロウィーンパーティーにてライブパフォーマンスを披露。
日本全国各地7カ所でWORK SHOPを開催。
D&Nコンフェクショナリー株式会社の商品「東京ぼーの」のプロモーションビデオの振り付けを手掛け、自身もメインダンサーとして出演する。
2014年
ラジオ「ヤングタウン」「笑福亭鶴瓶の日曜日のそれ」「ばんばひろふみのワインDEワイワイ」にゲスト出演。
西洋と東洋を融合した独自のダンススタイルを作り、MaJor Lazer feat. Sean Paul”Come onto me”のPVにて振付・キャスティング・ダンサーとして自身も出演しYoutubeで再生回数60000000を突破する。
歌手杏里のコンサートにてダンス/マイクパフォーマンスを披露。
サンマテオで開催されたジャパンエキスポUSAに日本代表として出演。
2015年
『MTV ABDC SEASON 8 All Stars Road to the VMA』に出演しNe-Yoと共演。
『LALALAマガジン』、日米ビジネス雑誌『エリオネス』にて日本と世界を繋げるインターナショナルエンターテイナーとして取り上げられ、『ニッポンの考』執筆を手掛ける。
映画『BORUTO ~NARUTO THE MOVIE~』 のLAプレミアにてナルトに扮し、ライブPERFORMANCEを披露。
ラジオ KISS FM神戸『神戸週刊式』やFM京都『a-nation』にゲスト出演。
MILLENIUM JAPAN DANCE COMPLEX にて WORK SHOP開催。
ジャネットジャクソン『UNBREAKABLE TOUR』ジャパンプロモーションビデオ出演。
2016年
日本とLAを繋ぐ『FEMALE DANCE CAMP』を開設。渡米歴10年分の経験と研究の成果を凝縮したオリジナルメソッドを用い「今までの固定観念を取っぱらい、新しい可能性を秘めた自分と出会う」ことを目的とした短期留学プログラム。日本人としての良さを活かし、世界中のダンサーの中にいてもキラリと目立つスーパーダンサーを育成する。
2017年
ハリウッドにあるW HOTELにて歌のパフォーマンスを披露。音楽の道に進む。声帯と横隔膜の研究を続けているうちに東洋医学や日本の古神道の身体の使い方に興味を持ち始める。
生放送ラジオ番組「RADIO THEATER SOUL」にてゲスト出演。ストーリーテラーとして40分間に渡り自分の魂の道を伝える。
テイラースイフトやレディーガガを手掛けたディレクターであるジョセフ・カンの目に留まりワンリパブリックのミュージックビデオ”Wherever I go”に出演。
Bell Bev Devoe “Run”のミュージックビデオにPrinciple出演。
2018年
北海道札幌市新陽高校にて講演。
北海道HBCラジオ・SUNDAYホリDAYにてゲスト出演。
北海道新聞朝刊「ひと」北海道新聞夕刊「マイたうん」にて掲載される。

## 人物
日本で数多くのダンスコンテストで優勝後、単身渡米。
2009年、MTV America’s Best Dance Crew シーズン4で自身で作ったクルーのリーダー兼振付師として初の女性チャンピオンとなり注目を浴びる。ジャスティンビーバー等のミュージックビデオ、他国のTV番組やライブイベントに出演。米の2大トーク番組にも四回ゲストとして出演し、パフォーマンスを披露。
お金や時間や環境や人間関係に囚われず自分の中から「今」湧き出る「好き」や「インスピレーション」を大切に行動する方針。
人種や国境を超えて魂からの叫びを表現すること、日本と世界の架け橋のような役割を担うこと、オーディエンスに解放と感動を与える存在になることが夢。
好きな言葉は『Let your inner being shine』(内側にいる自分を輝かせよう)

## 主な出演

### テレビ出演
- LAエミーアワード (USA) - ダンス/振付
- ディズニー XD "LAB RATS" ショー (USA) - ダンス
- SO YOU THINK YOU CAN DANCE S8 (USA,ラス ベガス) - ダンス
- MTV AMERICA'S BEST DANCE CREW S6,S7 (USA) - ダンス/振付
- CHAMPIONS FOR チャリティー ABDC S5 (USA) - ダンス/振付
- MTV AMERICA'S BEST DANCE CREW S4 (WE ARE HEROES) - 優勝/ダンス/振付
- オペラ ウィンフリー ショー (USA) - ダンス/振付
- エレン デジェレネス ショー (USA, 3回出演) - ダンス/振付
- エキストラ WITH マリオ ロペス (USA, 2回出演) - ダンス/振付
- チャイニーズオペラ (中国) - ダンサー/振付師
- DROP - ダンス
- DES CONTROL - ダンス
- DEF COMEDY JAM - ダンス/振付
- EXTRA WITH MARIO LOPEZ & ジェニファーロペス - ダンス/振付
- THE BEST(フランス) - ダンス/振付
- CHINESE OPERA (中国) - ダンス/振付
- FOX JAPAN "FOX BACK STAGE PASS" - ゲストリポーター
- TV 朝日 PRO-FILE (EARTH GIRL) - アースガールDANCER
- TV 東京 ASAYAN - 歌
- TV 東京 BLOOM - 優勝/MVP/ダンス/振付
- TV 東京/大阪 きらきらアフロ - キラーズDANCER
- HBC "今日どきっ" ニュース - ゲスト出演
- UHB "U型ダンスバトル" - 振付/ゲスト出演

### ステージ／ライブ
- スティーヴ・アオキ IN MGM GRAND HOTEL (LAS VEGAS) - 演出/キャスティング/ダンス/振付
- LA TIMES - ダンス/振付
- SOUTH CALIFORNIA JAPAN BUSINESS ASSOCIATION - 歌/ダンス/振付
- JAPAN EXPO USA - 歌/ダンス/振付
- BORUTO NARUTO THE MOVIE in LA プレミア PERFORMANCE - ダンス/振付
- FOX JAPAN HALLOWEEN - ダンス/振付
- LA EMMYS - ダンス/振付
- PLAY (IN HONG KONG) - ダンス/振付
- カースティ・アレイ - ダンス/振付
- TOSHIBA (LAS VEGAS) - ダンス/振付
- DISNEY "ELECTRONICA" (CALIFORNIA ADVENTURE) - ダンス/振付
- SONY BLOGGIE - FEATURE MODEL
- E3 EVENT (LOS ANGELES CONVENTION CENTER) - ダンス/振付
- RELEASE OF NEW NIKE AIR MAX TRAINER ONES (UNIVERSAL STUDIO) - ダンス/振付
- WORLD OF DANCE HEADLINERS PERFORMANCE (SAN DIEGO) - ダンス/振付
- コービー・ブライアント LA LAKERS SHOW(LOS ANGELES CONVENTION CENTER) - ダンス/振付
- PARLIAMENT IN ONTARIO (CANADA) - ダンス/振付
- KABABAYAN FEST(2X:GREAT AMERICA, KNOTT'S BERRY FARM) - ダンス/振付
- JET NIGHT CLUB (LAS VEGAS) - ダンス/振付
- COLORADO STATE UNIVERSITY(FT.COLINS) - ダンス/振付
- WAH CELEBRATION PARTY(NOKIA CLUB) - ダンス/振付
- FASHION SHOW(MOUNT PLEASANT) - ダンス/振付
- RADIO BABY BASH CONCERT (BAY AREA) - ダンス/振付
- RICH'S NIGHT CLUB (HOUSTON) - ダンス/振付
- SWEET 16 BIRTHDAY PARTY(SAN BERNADINO) - ダンス/振付
- HARRAH'S RESORT&CASINO (ATLANTIC CITY) - ダンス/振付
- DREXEL UNIVERSITY(PHILADELPHIA) - ダンス/振付
- REVOLUTION AT THE MIRAGE (LAS VEGAS) - ダンス/振付
- CORROBORATION(LOS ANGELES) - ダンス/振付
- ASIATIX (KEY CLUB) - ダンス/振付
- CARNIVAL (KEY CLUB, AVALON) - ダンス/振付
- レイ・ジェイ CONCERT (OPENING PERFORMANCE) - ダンス/振付
- HOLLYWOOD LURE - ダンス/振付
- HOLLYWOOD RAW MUSIC AWARD -歌/ダンス/振付
- LACER - ダンス/振付
- HIP HOP 101 WITH COMMON & LUDACRIS - ダンス/振付
- USC - ダンス/振付
- UCLA - ダンス/振付
- アース・ウィンド・アンド・ファイアー TOUR (JAPAN) - ダンス/振付
- 杏里コンサート SURF&TEARS -ハイプ/ダンス/振付

### COMPETITION
- DANCE 4 THE LIFE　WINNER
- BATTLE OF THE BELT (HIP HOP)　WINNER
- FREESTYLE SESSION 2008 POPPING BATTLE WINNER
- SUPER FRIDAY(X4)　WINNER
- DANCE-BU　WINNER
- NAGOMI(X2)　WINNER
- FEMALE FREESTYLE BATTLE JAPAN　WINNER
- OLD SCHOOL SOU DANCE CONTEST　WINNER
- PARADISE BONNY (X2)　WINNER
- @HOME TOKYO(X2)　WINNER
- TENKAICHI BUDOUKAI　WINNER

### TEACHING/WORK SHOP
- INTERNATIONAL DANCE ACADEMY HOLLYWOOD&TOKYO　HOLLYWOOD,CA/TOKYO,JAPAN
- FONZWORTH BENTLEY (PLIVATE CLASS)　NORTH HOLLYWOOD,CA
- IRVINE MIDDLE SCHOOL　IRVINE, CA
- DEBBIE REYNOLDS DANCE STUDIO　NORTH HOLLYWOOD,CA
- BOOGIE ZONE　TORRANCE,CA
- THE ROCK CENTER FOR DANCE　LAS VEGAS,NV
- STYLEZ DANCE STUDIO　COVINA,CA
- SCHOOL OF VENDETTA　PHOENIX,AZ
- M.I.N. ENTERTAINMENT　OTTAWA,CANADA
- STUDIO BEAT BOX　東京
- BEASTAR　東京
- EXPG　東京
- TOKYO STEP ARTS　東京
- AVEX ARTIST ACADEMY　東京
- SKILL JAM　東京
- NOA DANCE STUDIO　東京
- MILLENIUM JAPAN DANCE COMPLEX　東京
- STUDIO WING　東京
- 工学院　東京
- EXPG　東京
- 箕面自由学園 中学校　大阪
- TDS　福岡
- DANCE MARKET WILL　鹿児島
- MDF DANCE STUDIO　兵庫
- VEGA　北海道
- SOUL WAVE　北海道
- SAPPORO SCHOOL OF MUSIC ARTS　北海道
- MONSTER　北海道

### ミュージック・ビデオ
- ジャネットジャクソン UNBREAKABLE TOUR ジャパンプロモーション
- ジャスティン・ビーバー FEAT.SHEAN KINGSTON "EEINE MEENIE"
- ボビー・ヴァレンティノ "ANONYMOUS"
- カリ・スワッグ・ディストリクト "TEACH ME HOW TO DOUGIE"
- リタ・オラ FEAT DJ FRESH "HOT RIGHT NOW"
- ベル・ビヴ・デヴォー "RUN”
- ワンリパブリック “WHEREVER I GO”

### CM
- ABDC SEASON5 PROMO COMMERCIAL FOR MTV
- TOKYO BUENO
- POKKA COFFEE "DRIVERS POKKA"
- SUPER BOWL DORITOS

### RADIO
- 毎日放送 MBS ヤングタウン
- ニッポン放送 笑福亭鶴瓶の日曜日のそれ
- KISS FM 神戸 週刊神戸式
- FM 京都 a-STATION
- ばんばひろふみのワインDE ワイワイ
- FM COCORO THE BEAT GOES ON SUNDAY
- FM YOKOHAMA "DANCE DANCE DANCE"
- FM ドラマシティー 大井弘幸のどさんこ元気人

### MAGAZINE
- DANCE MOGUL MAGAZINE
- LALALA MAGAZINE
- ビジネス情報誌 エルオネス在米日本人のニッポン考

### 新聞
- 北海道新聞夕刊2018年1月11日マイたうん
- 北海道新聞朝刊2018年1月26日ひと